# Kamenica (Vogošća)
Pour les articles homonymes, voir Kamenica.
Kamenica (en cyrillique : Каменица) est un village de Bosnie-Herzégovine. Il est situé dans la municipalité de Vogošća, dans le canton de Sarajevo et dans la fédération de Bosnie-et-Herzégovine. Selon les premiers résultats du recensement bosnien de 2013, il compte 100 habitants.

## Géographie
Le village est situé au bord de la rivière Ljubina, un affluent droit de la Bosna.

## Démographie

### Évolution historique de la population dans la localité
| 1948 | 1953 | 1961 | 1971 | 1981 | 1991 | 2013 |
| ---- | ---- | ---- | ---- | ---- | ---- | ---- |
| -    | -    | 336  | 403  | 405  | 410  | 100  |

|  |